# Разумовский, Владимир Михайлович
Владимир Михайлович Разумовский (род. 19 августа 1939, Ленинград) — советский и российский ученый-географ, доктор географических наук, профессор, в 2002—2021 гг — вице-президент Русского географического общества, заслуженный географ РФ

## Биография
Родился 19 августа 1939 года в Ленинграде.
Учился в Ленинградском государственном университете имени А. А. Жданова на географическом факультете (кафедра геоморфологии), после его окончания в 1963 году работал в геологических и проектных организациях до 1981 года. С 1981 года занимается научной деятельностью. С 1979 г. — кандидат, с 1994 г. — доктор географических наук.
В 1981—1984 гг. работал в Научно-исследовательском институте географии ЛГУ имени А. А. Жданова.
С 1984 по 1991 г. — доцент Ленинградского государственного финансово-экономического института имени Н. А. Вознесенского.
С 1991 г. — доцент, затем профессор Санкт-Петербургского государственного университета.
С 1994 г. — профессор, затем заведующий кафедрой региональной экономики и природопользования в СПБГУЭФ—СПБГЭУ
С 2002 по 2005 гг. — вице-президент Русского географического общества.
В 2005−2010 — первый вице-президент Русского географического общества
В 2010—2021 вице-президент Русского географического общества.

## Научная деятельность
Автор более 180 научных трудов, в том числе 5 монографий, по региональной экономике, экономике природопользования, теоретической географии, географическим и эколого-экономическим основам природопользования, территориальному и морскому пространственному планированию.
Председатель диссертационного совета Д 212.354.18 по научной специальности 08.00.05 — Экономика и управление народным хозяйством (региональная экономика, экономика природопользования) .
В 2010—2022 главный редактор научного географического журнала «Известия Русского географического общества».

## Основные работы
- Разумовский В. М. О региональной концепции природопользования в арктической зоне России, — Известия СПбГЭУ, № 1-1 (103), 2017. С. 107—114
- Максимцев И. А., Межевич Н. М., Разумовский В. М. Мировая экономика перед вызовами «Annus Horribilis»: на пороге новой регионализации, — Известия СПбГЭУ, № 1-1 (103), 2017. С. 19-24
- Социально-экономическая география в России. — Коллективная монография, — Русское географическое общество. Владивосток, 2016.
- Разумовский В. М., Межевич Н. М. Евразийская экономическая интеграция: проблемы верификации в образовательных стандартах по зарубежному регионоведению, — В сборнике: Евразийская экономическая перспектива сборник докладов. Под редакцией И. А. Максимцева. 2016. С. 207—212.
- Карпова Г. А., Разумовский В. М. Проблемы экологизации планирования регионального развития, — Журнал правовых и экономических исследований. 2016. № 1. С. 118—123.
- Разумовский В. М. Economic-geographical studies of environmental management, — В сборнике: Socio-Economic Geography in Russia Владивосток, 2015. С. 105—108.
- Разумовский В. М. Современные проблемы регионолистики, — Известия Санкт-Петербургского государственного экономического университета. 2010. № 4. С. 125—130.

## Членство в организациях
Председатель Комиссии РГО по территориальной организации и планированию,
Член Совета по фундаментальным проблемам географии Международной ассоциации Академий наук,
Член УМО по географическим наукам Минобразования РФ,
Действительный член Российской экологической академии
Член Объединённого научного совета «Экология и природные ресурсы»

## Награды и почетные звания
- Почетный работник высшего образования РФ;
- Золотая медаль имени Петра Петровича Семёнова-Тян-Шанского Русского географического общества (1992)[6]
- Большая золотая медаль за учёные труды (2024)[7]
- Диплом АН СССР «за выдающиеся научные труды в области географических наук»;
- Почетный член Географического общества Франции.